# Arnica cernua
Arnica cernua là một loài thực vật có hoa trong họ Cúc. Loài này được Howell mô tả khoa học đầu tiên năm 1900.